# Adalberto Luis Val
Adalberto Luis Val (31 de julho de 1956) é um biólogo, pesquisador e professor universitário brasileiro.
Comendador da Ordem Nacional do Mérito Científico e membro titular da Academia Brasileira de Ciências desde 2005, é pesquisador e professor no Instituto Nacional de Pesquisas da Amazônia.
Trabalha principalmente com pesquisas na área de ictiologia, em especial sobre os peixes amazônicos, e das adaptações do ambiente a mudanças climáticas.
Formado em biologia (1980) pelo Centro Universitário Barão de Mauá (CBM), em Ribeirão Preto, interior de São Paulo, obteve mestrado (1983) e doutorado (1986) em biologia de água doce e pesca interior pelo Instituto Nacional de Pesquisas da Amazônia (Inpa).
Em 2010, recebeu a Grã-Cruz da Ordem Nacional do Mérito Científico. É vice-presidente da região norte da Academia Brasileira de Ciências.